# 良心
良心（りょうしん）とは、自身に内在する価値観（規範意識）に照らして、ことの可否ないし善悪を測る心の働きのこと。または、人としての良い心を持つ自身の状態である。英語では conscience と表記され、その語源には日本語のような「良」を意味する部分はない。従って、英語では、good conscience（日本語では、"良い良心"にあたる）や、 evil conscience（日本語では、"邪悪な良心"にあたる）という表現が存在する。罪悪感が入り混じった複雑な感情の動きを良心の呵責と称されることがある。

## 概要
良心は、それ自体は規範意識などの情報の曖昧な総体であり、また善行をなし悪行を避ける心のことである。人間に関しては、性善説のように生まれながらにしてこの良心を持ち良いことを好み悪を嫌うとする説と、性悪説のように生まれた時点では良心は存在しないので教育によって良心を芽生えさせ育てる必要があるとする説があるが、そのいずれにしても社会に対しては、この良心に従って行動することが求められる。
特に良心の働きは個人的なものであり、これに従うことは自己に対する肯定感が増し、これに反すれば自己否定的になる。多くの場合で人間は自尊心の働きにも拠り、良心に反することを嫌う。また良心は普段無自覚である。
このような心の働きは、人が社会的動物として社会に関与する上で、自分の属する社会に益するよう働き掛けるものであるが、その働き具合は個人によってまちまちである。また正義や道徳が社会の価値観によってもまちまちであるように、この良心の向かう先も文化など他の要素にもよってやや異なる。
良心はときに他人に感化されて喚起したり、あるいは目の前の状況に精神的なショックを受け喚起される場合もある。逆に止むに止まれぬ事情により、この良心に反する行動を敢えて行う（緊急避難）場合もある。
良心自体は明確な価値観念ではなく、また信条のように条文化することも難しい。ジークムント・フロイトは良心を無意識における抑圧構造の文化的な作用だとしている。バート・ヘリンガーは良心を、集団に所属する権利の有無を知覚する感覚器官だと説明している。
物語の題材としてこの良心を取り扱うものもある。例えば我利的（自分の利益を最優先とし他人を省みないこと）な者が何がしかの体験を通して良心に目覚める『レ・ミゼラブル』や『クリスマス・キャロル』がある一方で、『羅生門』のように生きるために逆に良心を捨て犯罪に手を染める物語も存在する。
日本国憲法第76条第3項に規定された良心について、日本の最高裁判所大法廷は1948年11月17日の判決で「有形無形の外部の圧迫、誘惑に屈しないで自己内心の良識と道徳感に従う意味である」としている。

## conscienceの和訳
- 西周は、1868年（慶応4年）刊の『万国公法』において、conscience を独知と訳した[3]。
- 中村正直は、1871年（明治4年）刊の『西国立志篇』において、conscience を良心と訳した[4]。
- 連合国軍占領下の日本政府は、1946年（昭和21年）『日本国憲法マッカーサー草案』第18条（同年公布された正式な憲法では第19条）の Freedom of thought and conscience を、思想及良心ノ自由と訳した[5]。